# 키이우의 유령

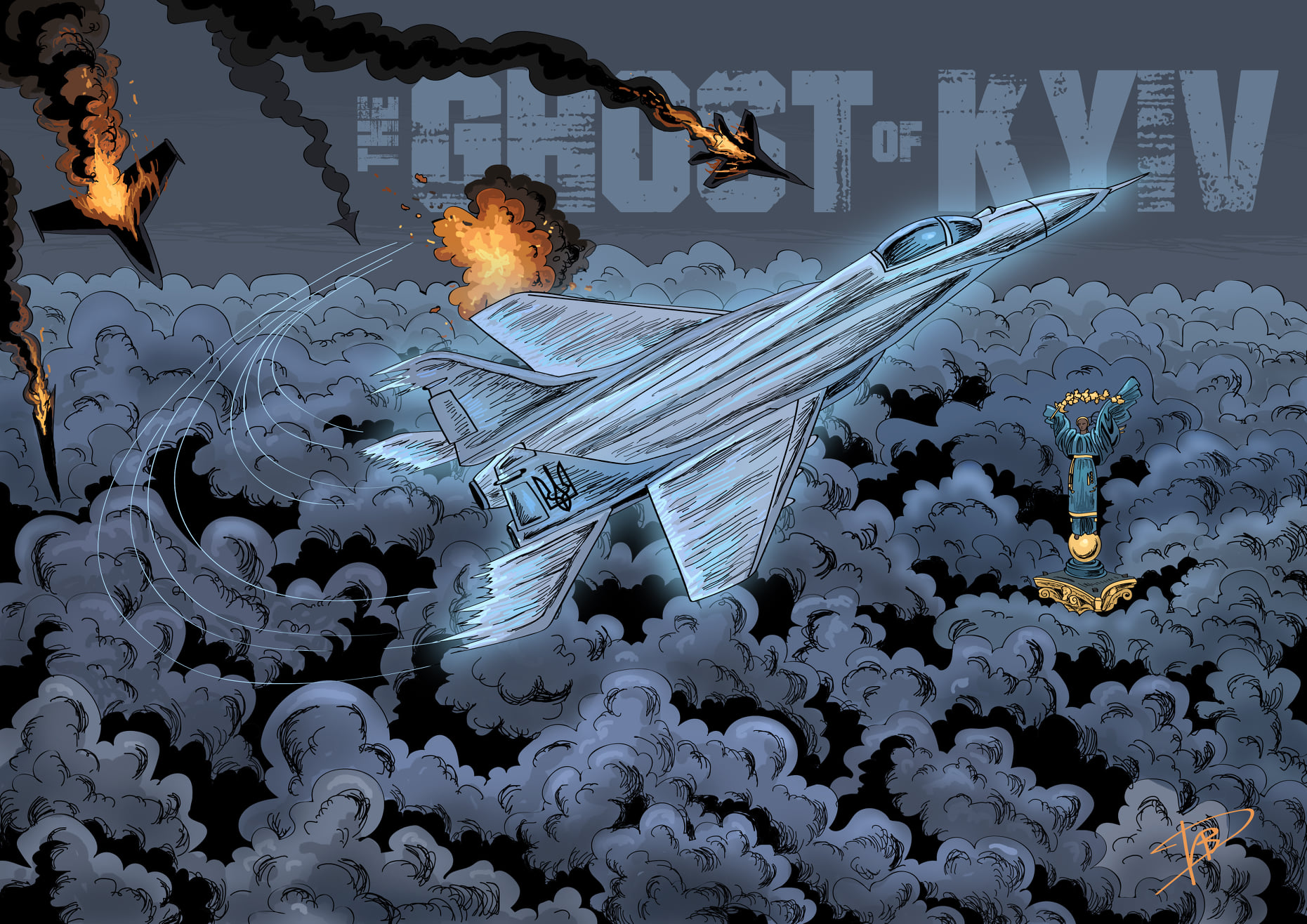

키이우의 유령(우크라이나어: Привид Києва)은 2022년 2월 24일에 벌어진 키이우 공세에서 러시아 공군 소속 전투기 10기를 격추한 것으로 알려진 신원미상의 미그기 에이스 조종사에게 붙여진 별명이다. 우크라이나 보안국에 따르면, 그는 2월 27일까지 총 10대의 러시아 항공기를 격추하였다고 한다.
키이우의 유령은 높은 확률로 우크라이나 정부가 지어낸 도시전설이고, 아직 실존여부에 대해서는 알려진 바가 없다. 그러나 그의 존재는 우크라이나 국민들의 사기를 진작하는 데 큰 도움이 되고 있다.

## 발단
2022년 러시아 침공 첫날, 소셜 미디어에서는 우크라이나 전투기의 영상과 함께 단 한 명의 조종사가 여러 러시아 전투기를 격추시켰다는 주장이 제기되었다. 우크라이나 대중에 의해 키이우의 유령이라는 별명을 얻게 된 의문의 조종사는 침공 첫 30시간 동안 키이우 상공에서 벌어진 6번의 공중전에서 승리했다고 알려져 있다. 격추된 전투기는 수호이 Su-35 2기, 수호이 Su-25 2기, 수호이 Su-27 1기, 미코얀 MiG-29 1기로 보고되었다. 만약 해당 인물이 실존한다면 21세기 최초의 공군 에이스이자 에이스 인 어 데이(Ace in a Day)로 기록될 것이다.

## 사기 진작
키이우의 유령은 정확한 근거에 기반한 이야기가 아님에도 불구하고 우크라이나 국민의 사기 진작과 러시아 침공에 대한 낙관주의적 접근을 위해 널리 받아들여졌다. 언론에서 조종사에 대해 공식적인 보도를 하기 이전에, 대중에 의해 온라인 상에서 먼저 확산되었다.
공중전과 격추 장면을 포함한 가짜 영상이 유튜버 Comrade_Corb에 의해 공유되었다. 제작자는 소개글을 통해 영상이 시뮬레이션 게임 DCS로 만들어졌으며 진위여부와 관계없이 우크라이나군을 응원하는 헌정의 의미라고 밝혔다. 우크라이나 육군은 공식 트위터 계정을 통해 해당 영상을 공유한 바 있다.
2월 25일, 뉴욕 포스트의 에반 심코-베드나르스키는 아직까지 공식적인 발표가 없었다며 사실이 아닐 가능성이 높다는 기사를 발행했다.
같은 날 저녁 전직 대통령 페트로 포로셴코는 자신의 트위터 계정에 신원을 알 수 없는 조종사 사진과 함께 사진 속 인물이 키이우의 유령이며 6번의 공중전에서 승리했다는 내용을 게시했다.

### 내용주
1. ↑  세계 각국의 공군은 5기 이상의 적기를 격추시킨 조종사에게 에이스(Ace) 칭호를 부여한다.
2. ↑  하루에 5기 이상 격추시켜 에이스 칭호를 부여받은 조종사를 일컫는 표현

### 참조주
1. ↑  “‘Привид Kиєва’: Пілот міг-29 за 30 годин здобув 6 повітряних перемог над Окупантом” [‘Ghost of Kyiv’: Mig-29 Pilot Won 6 Air Victories Over the Occupier in 30 Hours]. 《5 Kanal (Ukraine)》. 2022년 2월 25일. 2022년 2월 25일에 원본 문서에서 보존된 문서. 2022년 2월 25일에 확인함.
2. ↑  Van Brugen, Isabel (2022년 2월 25일). “'Ghost of Kyiv' Ukraine fighter pilot becomes the stuff of legend”. 《Newsweek》. 2022년 2월 25일에 원본 문서에서 보존된 문서. 2022년 2월 25일에 확인함.,
3. ↑  “Legendary Ukrainian pilot has already shot down 10 jets”. 《5 Kanal》. 2022년 2월 27일. 2022년 2월 27일에 확인함.
4. ↑  “СПЕЦТЕМА ПОВНОМАСШТАБНА ВІЙНА РОСІЇ ПРОТИ УКРАЇНИ"ПРИВИД КИЄВА": ПІЛОТ МІГ-29 ЗА 30 ГОДИН ЗДОБУВ 6 ПОВІТРЯНИХ ПЕРЕМОГ НАД ОКУПАНТОМ” (우크라이나어). 5 Kanal. 2022년 2월 25일. 2022년 2월 26일에 확인함.
5. ↑  “‘The Ghost of Kyiv’ is the first urban legend of Russia’s invasion of Ukraine”. 《Task & Purpose》. 2022년 2월 26일에 확인함.
6. ↑  “Who is the 'Ghost of Kyiv'? Tale of Ukrainian fighter pilot trends on social media”. 《Fox 2 Detroit》. 2022년 2월 26일에 확인함.
7. ↑  “Ukrainians call unidentified fighter pilot ‘Ghost of Kiev’ after dogfight videos surface”. The National. 2022년 2월 26일에 확인함.
8. ↑  편집부. “Is ‘Ghost of Kyiv’ real? Ukrainian military tweets on mystery MiG-29 pilot”. The Week. 2022년 2월 26일에 확인함.
9. ↑  Milmo, Cahal. “The Ghost of Kyiv: How Ukraine is harnessing the urban legend of a mysterious fighter ace to boost morale”. inews. 2022년 2월 26일에 확인함.
10. ↑  Van Brugen, Isabel. “Who is the Ghost of Kyiv? Ukraine MiG-29 Fighter Pilot Becomes the Stuff of Legend”. Newsweek. 2022년 2월 26일에 확인함.
11. ↑  Simko-Bednarski, Evan. “Who is the ‘Ghost of Kyiv’? Story of Ukrainian ace pilot goes viral”. Newsweek. 2022년 2월 26일에 확인함.
12. ↑  Poroshenko, Petro. “Петро Порошенко”. 《트위터》. 2022년 2월 26일에 확인함.